# Newport (Washington)
Newport ist eine City im US-Bundesstaat Washington und Sitz der Verwaltung des Pend Oreille Countys.

## Geographie

### Geographische Lage
Newport liegt auf einer Höhe von 653 m (2142 Fuß) am 0,8 km (etwa eine halbe Meile) nördlich in den Bundesstaat Washington eintretenden Pend Oreille River. Die Stadt befindet sich am äußersten Rand des Countys und Bundesstaates an der Grenze zum US-Bundesstaat Idaho.

### Klima
Newport weist ein feuchtes kontinentales Klima auf. Dieses weist feuchte und kalte Winter sowie warme und trockene Sommer auf.

## Geschichte
Newport wurde am 16. April 1903 offiziell gegründet und war vor der Gründung Teil des Stevens County. Damaliger Bürgermeister war TJ Kelly. Newport wurde im Jahr 1911 offizieller Sitz des in der nordöstlichen Ecke des US-Bundesstaates Washington gelegenen Pend Oreille Countys.
Am 14. Juli 2015 trat bei der in Newport ansässigen Firma Zodiac Aerospace eine Explosion auf, bei der fünf Personen verletzt wurden. Auslaufende Chemikalien erforderten die behördliche Einrichtung eines 2000-Fuß-Sicherheitsabstandes sowie den Einsatz eines Gefahrgutzuges (englisch HAZMAT-Unit).

## Öffentliche Einrichtungen

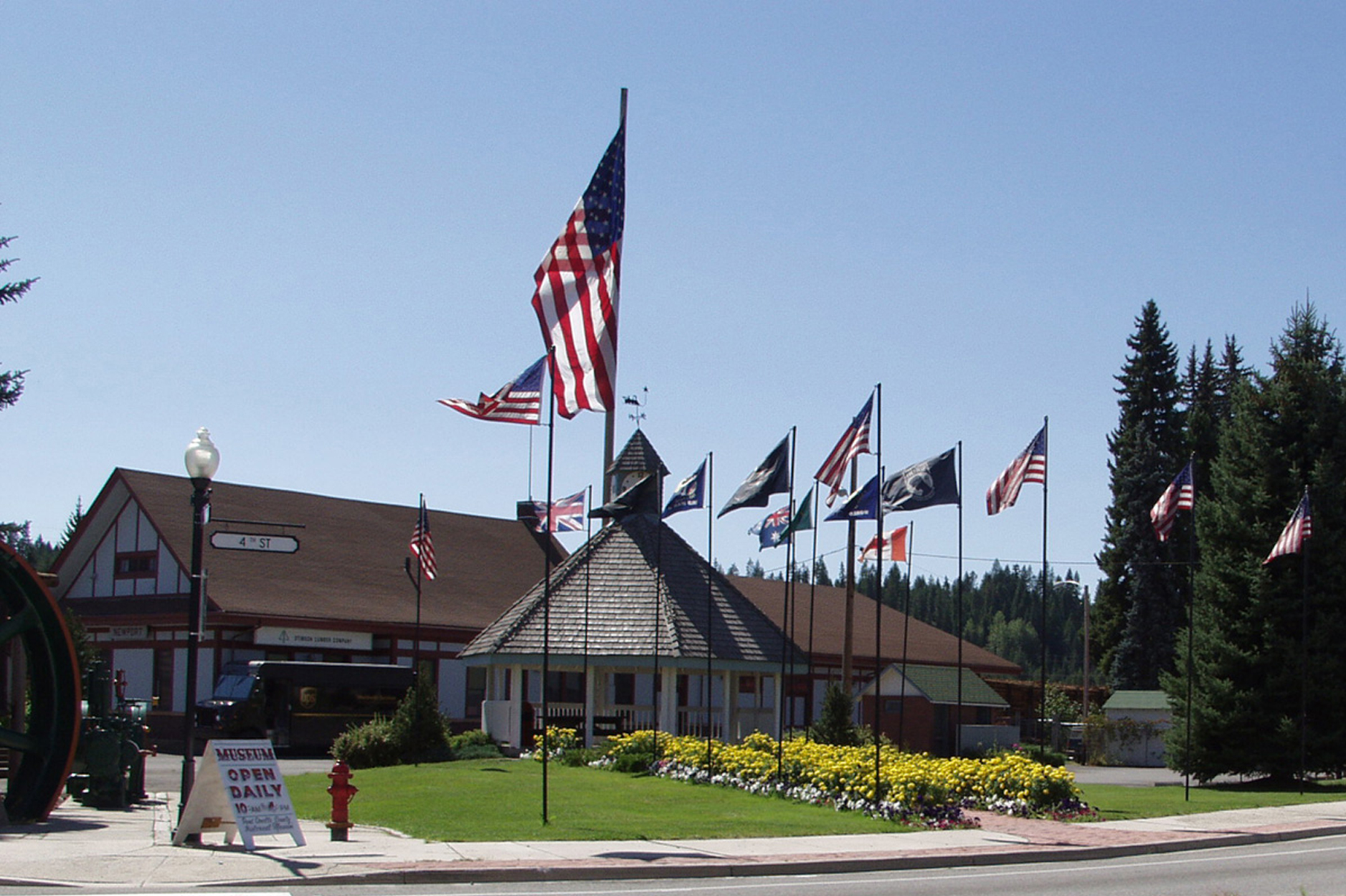
Museum des Pend Oreille County in Newport

In Newport befindet sich das „Pend Oreille Countys City Historical Museum“, das Museum des Pend Oreille Countys.

### Freiwillige Feuerwehr
Die Feuerwehr von Newport ist eine rein Freiwillige Feuerwehr (Volunteer fire department) und wird von 14 Personen bzw. Anwohnern gewährleistet.